# Chasmanthe aethiopica
Chasmanthe aethiopica es una especie herbácea y perenne perteneciente a la familia de las iridáceas. Es una planta ornamental de origen sudafricano.

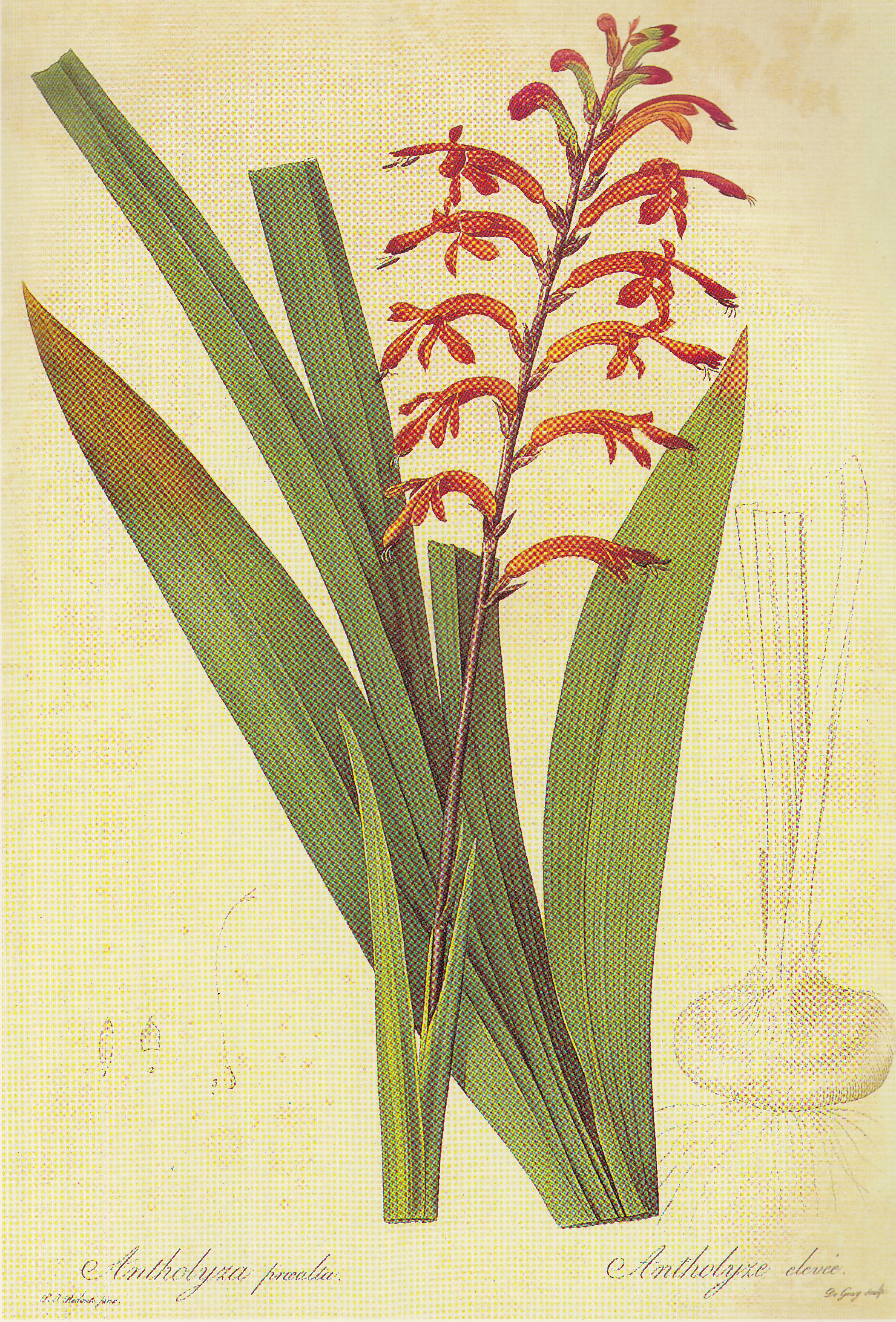
Ilustración

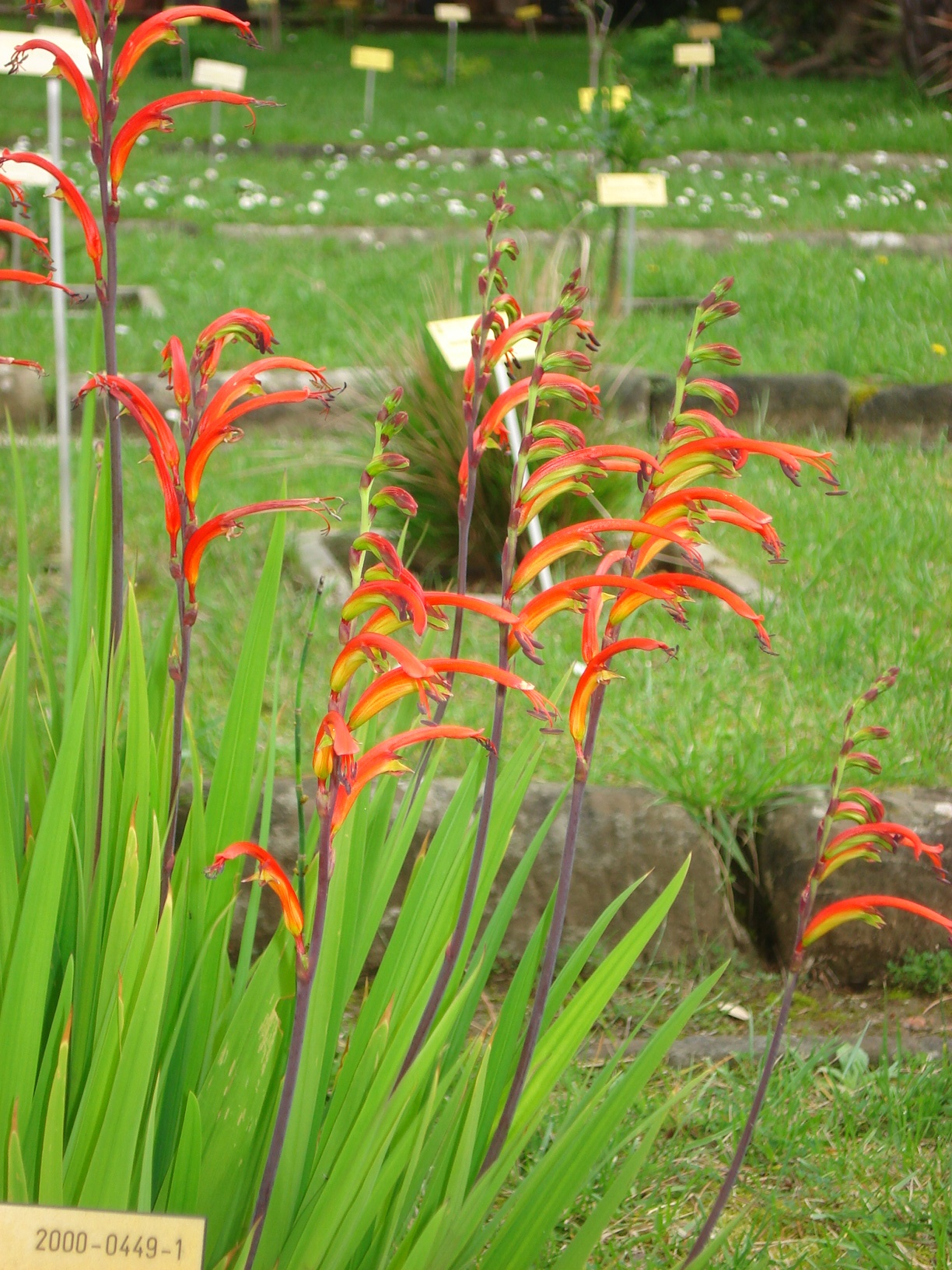
Flores

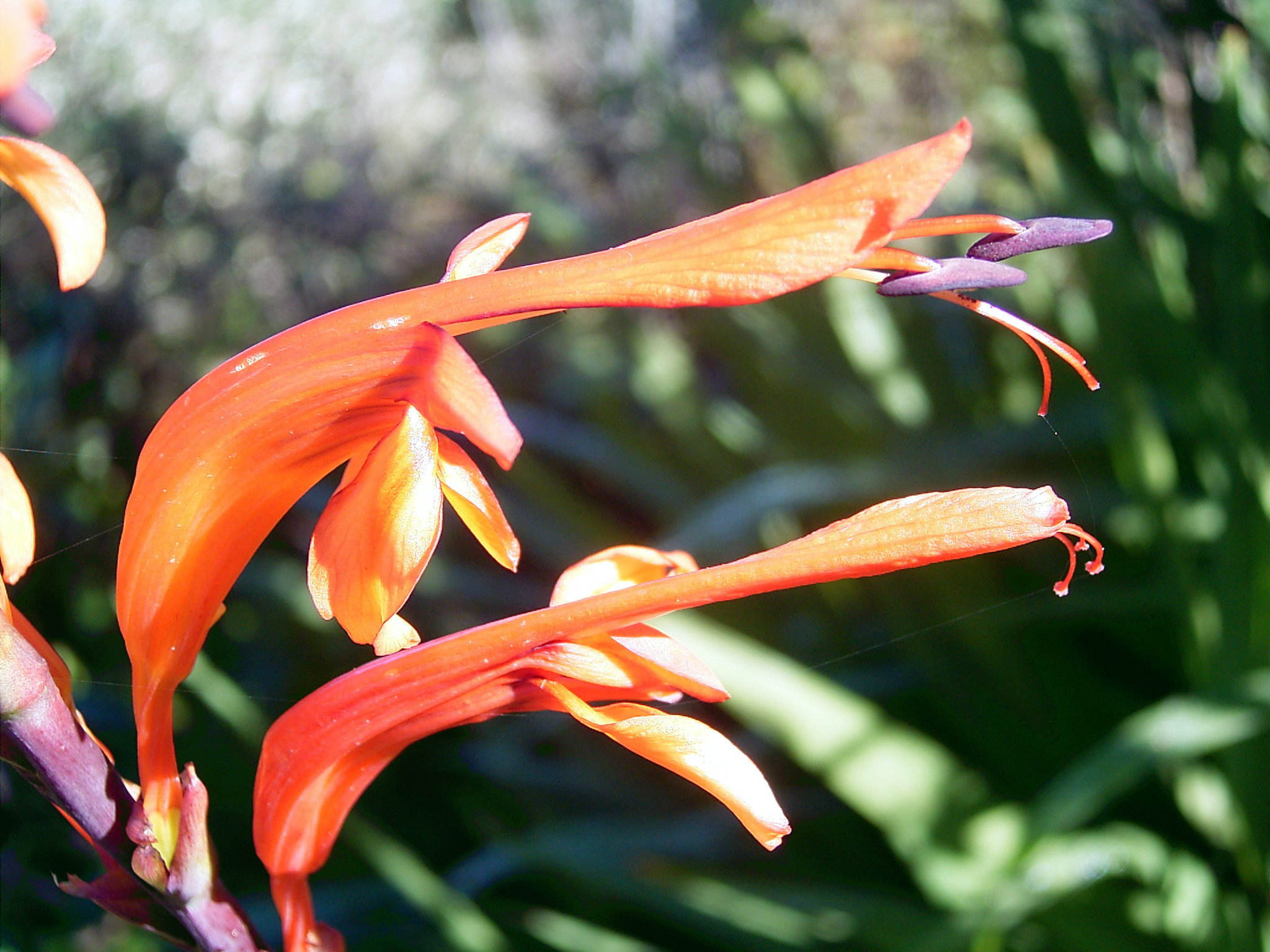
Detalle de la flor

## Descripción
Ch.aethiopica es una planta ornamental de origen sudafricano  que puede encontrarse naturalizada en los márgenes de algunas carreteras, teniendo carácter invasor. Se diferencia por sus espigas unilaterales, normalmente simples y erectas. Las flores son zigomorfas y tienen un periantio de color rojo y amarillo, formado por seis piezas que se unen formando un tubo basal de unos 2-3 cm de longitud y libres en su parte superior, siendo uno de ellos de mayor tamaño.

## Taxonomía
Chasmanthe aethiopica fue descrita por (L.) N.E.Br. y publicado en Transactions of the Royal Society of South Africa 20(3): 273. 1932.
Etimología
Chasmanthe: nombre genérico que procede del griego chasme, que significa abierto, partido y anthos, que significa flor, haciendo referencia a los tépalos incisos o partidos.
aethiopica: epíteto que hace referencia a Etiopía, aunque se suele aplicar también a plantas africanas que tienen otro origen. 
Sinonimia
- Antholyza aethiopica L., Syst. Nat. ed. 10, 2: 863 (1759).
- Gladiolus aethiopicus (L.) Drapiez, Dict. Sci. Nat. 5: 129 (1853).
- Petamenes aethiopica (L.) Allan, Bull. New Zealand Dept. Sci. Industr. Res. 83: 305 (1940).
- Gladiolus stoloniferus Salisb., Prodr. Stirp. Chap. Allerton: 31 (1796).
- Antholyza ringens Andrews, Bot. Repos. 1: t. 32 (1798), nom. illeg.
- Antholyza vittigera Salisb., Trans. Hort. Soc. London 1: 324 (1812).
- Antholyza aethiopica var. immarginata Baker in W.H.Harvey & auct. suc. (eds.), Fl. Cap. 6: 167 (1896).
- Antholyza aethiopica var. ringens (Andrews) Baker in W.H.Harvey & auct. suc. (eds.), Fl. Cap. 6: 167 (1896).
- Antholyza aethiopica var. vittigera (Salisb.) Baker in W.H.Harvey & auct. suc. (eds.), Fl. Cap. 6: 167 (1896).
- Antholyza immarginata (Baker) Thunb. ex N.E.Br., J. Linn. Soc., Bot. 48: 17 (1928).
- Chasmanthe peglerae N.E.Br., Trans. Roy. Soc. South Africa 20: 273 (1932).
- Chasmanthe vittigera (Salisb.) N.E.Br., Trans. Roy. Soc. South Africa 20: 274 (1932).
- Petamenes peglerae (N.E.Br.) E.Phillips, Bothalia 4: 44 (1941).
- Petamenes vittigera (Salisb.) E.Phillips, Bothalia 4: 44 (1941).[3]

## Nombres comunes
- flor de la espada, flor del abanico.[4]